# Ландштейнер, Карл
Карл Ла́ндштейнер (нем. Karl Landsteiner; 14 июня 1868, Баден — 26 июня 1943, Нью-Йорк) — австрийский и американский врач, химик, иммунолог, инфекционист. Первый исследователь в области иммуногематологии и иммунохимии, автор трудов по молекулярной и клеточной физиологии реакции организма на размытые антигены и возникающие при этом специфические и неспецифические явления. Лауреат Нобелевской премии по физиологии или медицине (1930) за открытие групп крови у человека, позволившее сделать переливание крови рутинной медицинской практикой. Лауреат премии Альберта Ласкера в области клинических медицинских исследований (1946, посмертно).
Член Германской академии естествоиспытателей «Леопольдина» (1927), член Национальной академии наук США (1932), иностранный член Лондонского королевского общества (1941).

## Биография
Карл Ландштейнер родился 14 июня 1868 года в Бадене под Веной, в еврейской семье моравского происхождения. Отец, Леопольд Ландштейнер (1818—1875), — видный журналист родом из Никольсбурга, доктор права, основатель и первый редактор газеты «Die Presse» (1848), позже также основавший другую газету «Die Morgenpost», — умер, когда мальчику было 6 лет. Карла воспитала мать, Фанни Хесс (1837—1908), уроженка Просница, к которой он был очень привязан. В декабре 1890 года принял католичество, что открывало ему академическую карьеру. В феврале 1891 года окончил медицинский факультет Венского университета с дипломом доктора медицины. Затем работал в университете педагогом.
В 1891—1896 годах заинтересовался химией, которую изучал в течение 5 лет, практикуясь в Вюрцбурге, Мюнхене и Цюрихе.
В 1896 году вернулся в Вену, устроился ассистентом в Венский институт гигиены. В этом же году он установил, что лабораторные культуры бактерий могут быть агглютинированы путём добавления иммунной сыворотки крови.
С 1898 года работал на кафедре патологической анатомии Венского университета. Наставниками его были профессор А. Вейхсельбаум, установивший бактериальную природу менингита, и А. Френкель, открывший пневмококков (диплококк Френкеля). В это время он увлёкся иммунологией.
В 1900 году Ландштейнер, в то время ассистент Венского института патологии, взял кровь у себя и пяти своих сотрудников, отделил сыворотку от эритроцитов c помощью центрифуги и смешал отдельные образцы эритроцитов с сывороткой крови разных лиц и с собственной. В совместной работе с Л. Янским по наличию или отсутствию агглютинации Ландштейнер разделил все образцы крови на три группы: А, В и 0. Два года спустя ученики Ландштейнера А. Штурли и А. Декастелло открыли четвёртую группу крови — АВ. Обратив внимание на то, что собственная сыворотка крови не даёт агглютинации со «своими» эритроцитами, учёный сделал вывод, известный сегодня как непреложное правило Ландштейнера: «В организме человека антиген группы крови (агглютиноген) и антитела к нему (агглютинины) никогда не сосуществуют». За свои открытия Ландштейнер получил в 1930 году Нобелевскую премию.
В 1908—1911 годах, работая главным патологоанатомом в Венской королевской больнице Вильгемины, Ландштейнер сосредоточил внимание на изучении полиомиелита. В 1909 году совместно с Э. Поппером доказал инфекционную природу полиомиелита.
В 1911 году стал профессором Венского университета.
В 1916 году женился на Хелен Власто. В 1917 году у них родился сын Эрнест Карл.
Во время первой мировой войны эмигрировал в Нидерланды.
В 1922 году получил приглашение возглавить лабораторию в центре медицинских исследований Рокфеллеровского института (Нью-Йорк).
В 1927—1928 годах под его руководством, а также при участии А. Винера и Ф. Левина были открыты антигенные системы эритроцитов человека: MN и P.
В 1939 году, в возрасте 70 лет, получил почётную должность в Рокфеллеровском институте «Заслуженный профессор в отставке», но продолжал работать. Именно в этот период, в 1939—1942 годах, под его руководством А. Винер — один из наиболее талантливых учеников, обнаружил новую систему антигенов Rh-Hr, за открытие и изучение которой он, Ландштейнер, Ф. Левин и Дж. Махони получили премию Альберта Ласкера в области клинических медицинских исследований (1946).
24 июня 1943 года у Ландштейнера в лаборатории за рабочим столом начался тяжёлый приступ стенокардии. Его госпитализировали в клинику Рокфеллеровского института. Двумя днями позже — 26 июня 1943 года — он скончался.

## Память
Карлу Ландштейнеру посвящены почтовые марки Австрии и ГДР 1968 года.
В его честь названа премия Эвери — Ландштейнера, вручаемая с 1973 года Немецким обществом иммунологии.
В 1976 году Международный астрономический союз присвоил имя Карла Ландштейнера кратеру на видимой стороне Луны.
В мае 2005 года, в ходе 58-й сессии Всемирной ассамблеи здравоохранения, в Женеве было принято решение 14 июня (день рождения Карла Ландштейнера), ежегодно проводить Всемирный день донора крови (Резолюция WHA58.13).

## Труды
- Специфичность серологических реакций (1936);
- Группы крови человека (англ. Human Blood Groups);
- Этиология пароксизмальной гемоглобинурии (англ. Etiology of Paroxysmal Hemoglobinuria);
- Этиология полиомиелита (англ. Etiology of Poliomyelitis);
- Химия антигенов (англ. Chemistry of Antigens);
- Изучение сифилиса (англ. Studies on Syphilis).